# 約翰·卡本特
約翰·霍華·卡本特（英語：John Howard Carpenter，1948年1月16日—），美國男導演、製片人、編劇、演員和作曲家。雖然他參與在眾多的作品，但大多為1970年代和1980年代時期的恐怖和科幻片。
起初，除了《月光光心慌慌》（1978年）、《紐約大逃亡》（1981年）、《外星戀》（1984年）外，卡本特的電影票房大都不是很好。但他在1970年代和1980年代時期的作品卻常被視為「邪典文化」，這使卡本特成為公認具有影響力的電影工作者。其他經典作品如《黑星球》（1974年）、《攻擊13號警局》（1976年）、《夜霧殺機》（1980年）、《突變第三型》（1982年）、《克麗絲汀魅力》（1983年）、《妖魔大鬧唐人街》（1986年）、《沉睡百萬年》（1987年）和《X光人》（1988年）。
在他執導的電影中，較常合作的演員如唐納·普萊森斯與寇特·羅素。
此外，卡本特也時常為自己的電影作曲配樂，其中《月光光心慌慌》的主旋律配樂成了一種流行文化。且他在《V字特攻隊》（1998年）中的作曲為此贏得了土星獎最佳音樂。2015年，他在錄音室推出了首張專輯《遺失的樂章》，並在2016年同時推出《遺失的樂章2》。

## 早期生活
卡本特出生於紐約州的迦太基。為米爾頓·珍（Milton Jean，娘家姓Carter）和音樂教授霍華·拉爾夫·卡本特（Howard Ralph Carpenter）的兒子。1953年，他和家人搬至肯塔基州的鮑靈格林。卡本特從小就很喜歡霍華·霍克斯和約翰·福特的西部片，以及1950年代的低成本恐怖片《怪形》（1951年）與大成本科幻片《禁忌星球》（1956年）；並在高中前就已使用8毫米底片拍攝過一些恐怖短片。他就讀了西肯塔基大學，後於1968年轉學到南加州大學的電影藝術學院，但後來輟了學。

## 作品列表

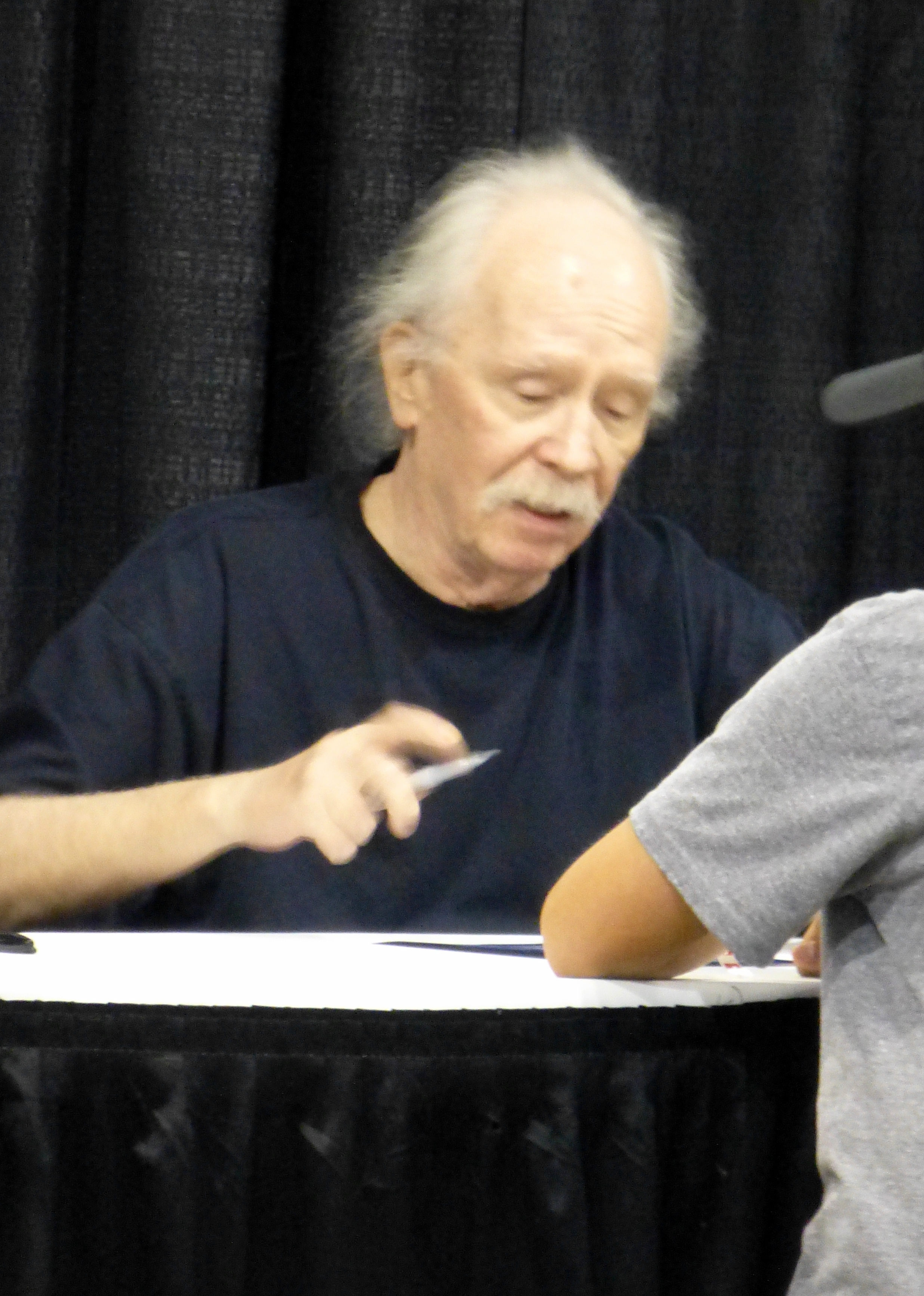
約翰·卡本特2014年在芝加哥

- 1974年：《黑星球（英语：Dark Star (film)）》（Dark Star）
- 1976年：《攻擊13號警局》（Assault on Precinct 13）
- 1978年：
  - 《有人看我》（Someone's Watching Me!，電視電影）
  - 《月光光心慌慌》（Halloween）
- 1979年：《貓王》（Elvis，電視電影）
- 1980年：《夜霧殺機》（The Fog）
- 1981年：《紐約大逃亡》（Escape from New York）
- 1982年：《突變第三型》（The Thing）
- 1983年：《克麗絲汀魅力》（Christine）
- 1984年：《外星戀》（Starman）
- 1986年：《妖魔大鬧唐人街》（Big Trouble in Little China）
- 1987年：《沉睡百萬年》（Prince of Darkness）
- 1988年：《X光人》（They Live）
- 1992年：《穿牆隱形人（英语：Memoirs of an Invisible Man (film)）》（Memoirs of an Invisible Man）
- 1993年：《藏屍袋（英语：Body Bags (film)）》（Body Bags，電視多段式電影）
- 1994年：《戰慄黑洞》（In the Mouth of Madness）
- 1995年：《準午前十時》（Village of the Damned）
- 1996年：《洛杉磯大逃亡》（Escape from L.A.）
- 1998年：《V字特攻隊（英语：Vampires (film)）》（Vampires）
- 2001年：《火星異魔》（Ghosts of Mars）
- 2010年：《鬼病房（英语：The Ward (film)）》（The Ward）

## 延伸阅读
- Conrich, Ian; Woods, David eds (2004). The Cinema of John Carpenter: The Technique of Terror (Directors' Cuts). Wallflower Press. ISBN 1-904764-14-2.
- Hanson, Peter; Herman, Paul Robert eds. (2010). Tales from the Script (Paperback ed.). New York, NY: HarperCollins Inc. ISBN 978-0-06-185592-4.
- Muir, John Kenneth. The Films of John Carpenter, McFarland & Company, Inc. (2005). ISBN 0-7864-2269-6.

## 外部連結
- 官方网站
- 約翰·卡本特在互联网电影资料库（IMDb）上的資料（英文）
- artist information/discography page at Original Soundtrack Info （页面存档备份，存于）